# Наркомедузы
Наркомеду́зы (лат. Narcomedusae) — отряд морских стрекающих из класса гидроидных (Hydrozoa). У всех представителей в жизненном цикле отсутствует стадия полипа. Распространены преимущественно в открытом море на больших глубинах, однако некоторых представителей можно встретить и вблизи берегов, а также в морях с низкой солёностью. В отряде насчитывают около 40 видов.

## Медузы

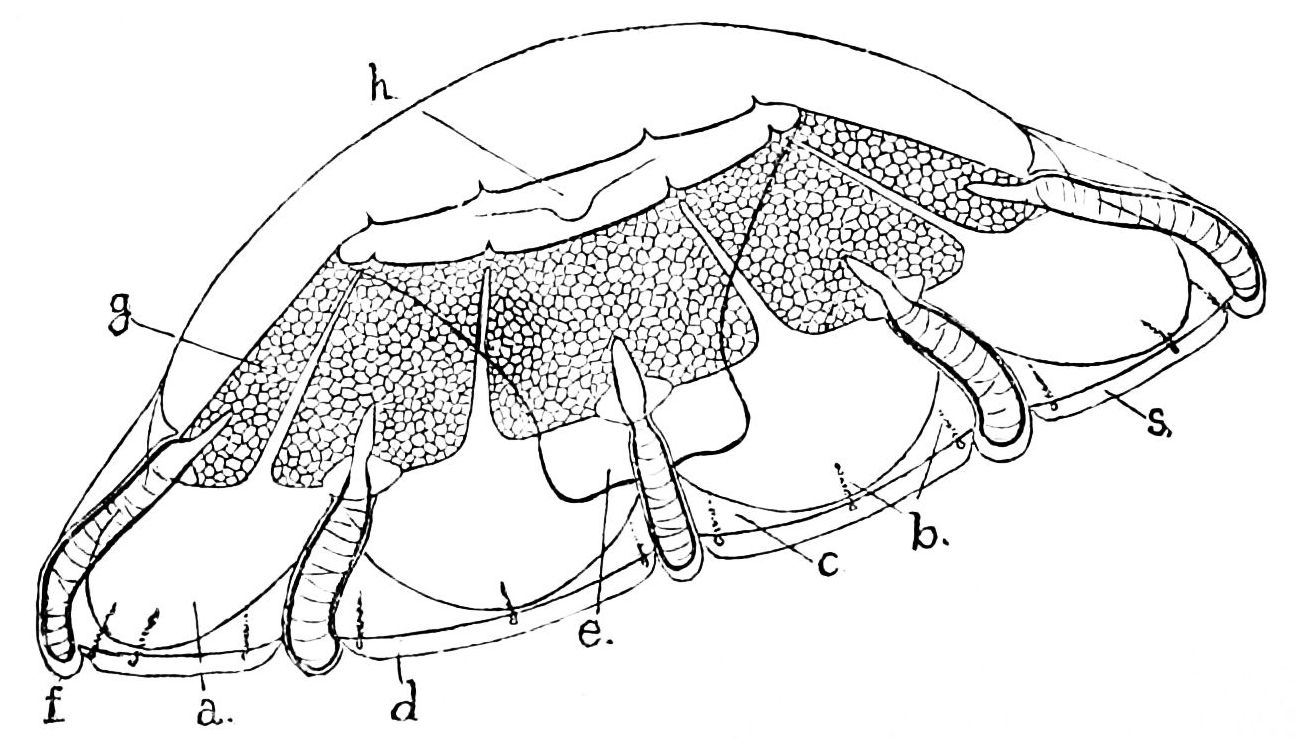
Взрослая медуза Cunina octonaria

Типичные взрослые наркомедузы обладают линзовидной формой и сравнительно хорошо развитой мезоглеей. Характерный облик им придаёт венчик первичных щупалец, сдвинутых на некоторое расстояние от края зонтика на наружную его поверхность. Количество этих щупалец сравнительно невелико (не более 16). На лаппетах (лопастях, образованных рассечённым краем зонтика) расположены булавовидные органы чувств со статоцистами, а у некоторых представителей также и миниатюрные вторичные щупальца.
Другая характерная особенность наркомедуз — модификация строения пищеварительной системы. Их очень короткий, широкий манубириум (ротовой хоботок) распластан по внутренней поверхности зонтика, его просвет объединён с обширной полостью желудка. У большинства представителей края желудка образуют выросты к краю зонтика — желудочные карманы (англ. manubrial pouches). Радиальные каналы кишечника отсутствуют. Иногда желудочные карманы соединены проходящим по краю зонтика периферическим каналом. Половые железы ассоциированы с желудком или желудочными карманами.

## Жизненный цикл
В большинстве случаев личинки ведут свободный образ жизни в планктоне. В отличие от большинства стрекающих, у которых ось симметрии личинки соответствует оси симметрии взрослого организма, в ходе развития наркомедуз происходит поворот на 90°: щупальца развиваются на боку личинки. Для некоторых видов описано раннее развитие личинок в полости желудка материнской особи.

### Паразитические формы

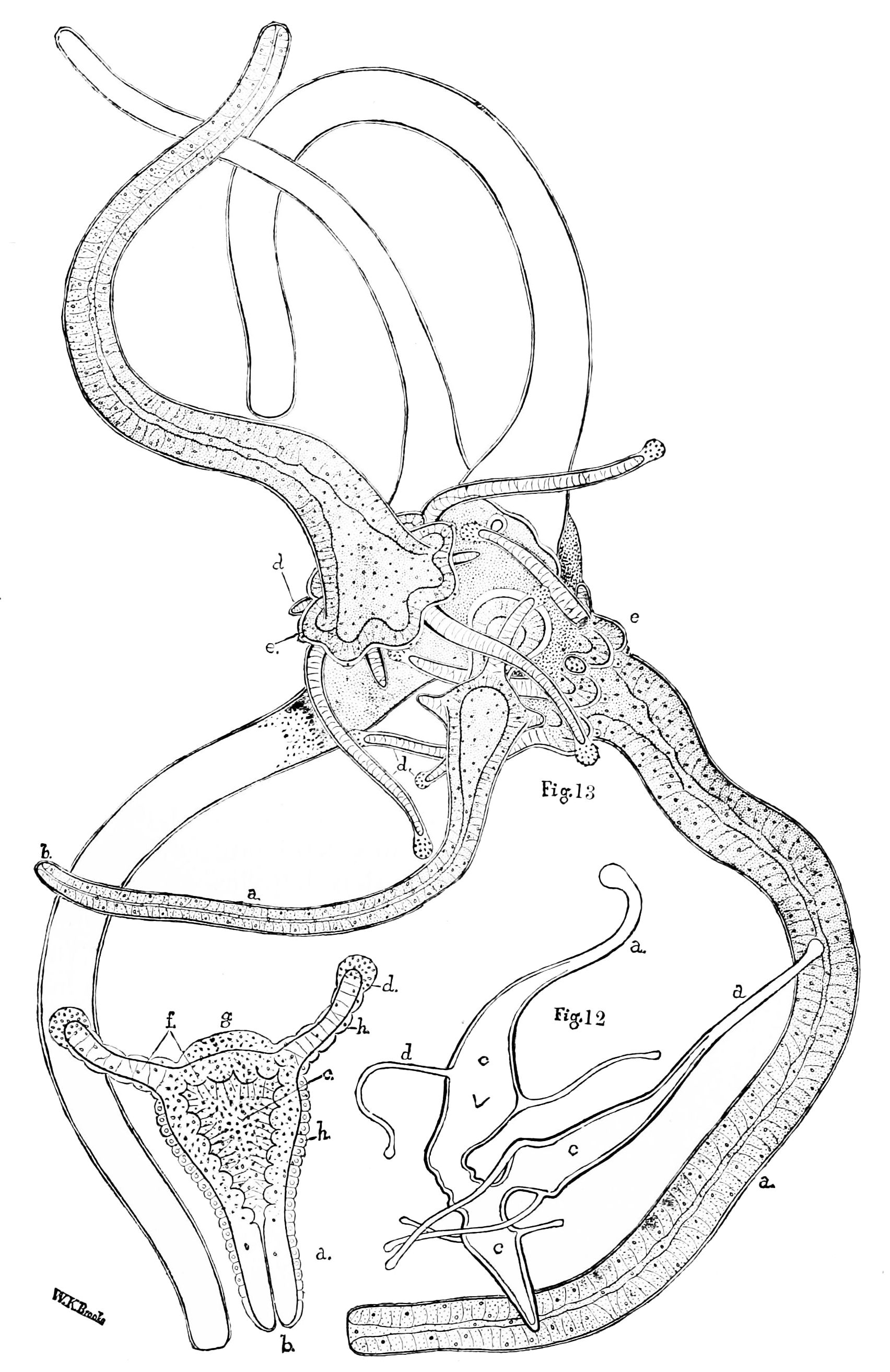
Почкование паразитической личинки Cunina.

Некоторые представители родов Cunina (Cuninidae) и Pegantha (Solmarisidae) на определённых стадиях жизненного цикла ведут паразитический образ жизни. В числе их хозяев описаны медузы сцифоидных и гидроидных (Anthomedusae, Leptomedusae, Trachymedusae и другие виды Narcomedusae). При заражении личинка оседает на поверхность ротового хоботка хозяина и претерпевает метаморфоз, в ходе которого у неё образуется длинный хоботок и пара щупалец. Для получения пищи такая паразитическая личинка погружает хоботок в пищеварительную систему хозяина. На противоположном конце тела впоследствии образуется столон, на котором путём почкования образуются дочерние медузы или паразитические личинки второго поколения, переходящие к паразитированию в полости желудка хозяина. Личинки первого поколения также способны отделяться от хозяина и превращаться в медуз.
Помимо медуз в качестве хозяев для наркомедуз описаны многощетинковые черви, рыбы и веслоногие раки.

## Таксономия

### Aeginidae

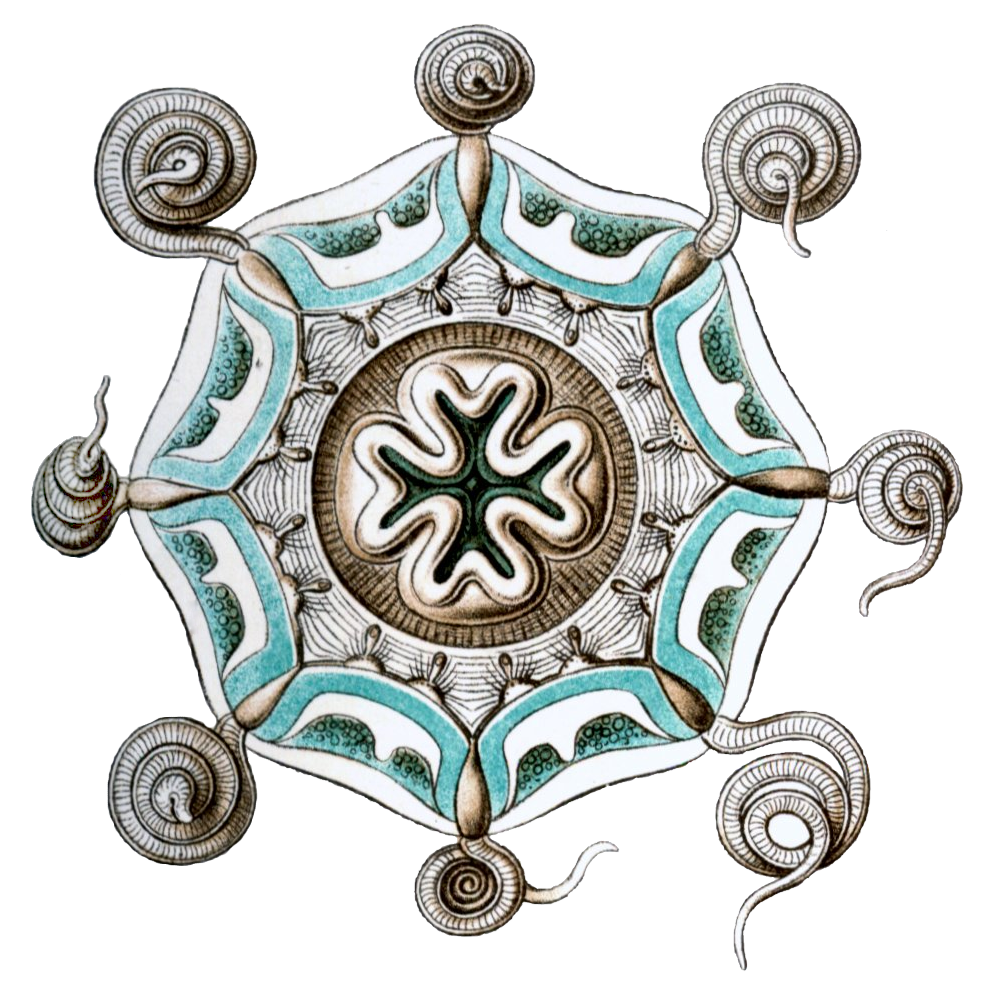
Медуза Aeginura grimaldii (Aeginidae). Вид снизу. Рисунок из «Kunstformen der Natur» Эрнста Геккеля. Видны 16 желудочных карманов, 8 лаппет, между которыми находятся 8 первичных щупалец.

Семейство насчитывает менее десяти видов, объединяемых шесть родов. Желудочные карманы расположены в интеррадиусах, между осями, по которым расположены первичные щупальца. Такая ориентация желудочных карманов вместе с данными молекулярной биологии указывает на то, что Aeginidae — парафилетический таксон по отношению к семейству Tetraplatiidae.

### Csiromedusidae
Единственный вид — Csiromedusa medeopolis — описан в 2010 году в водах Тасмании. Обладают двумя венчиками щупалец и необычными выростами на вершине зонтика (англ. sky-scraper-like structures), которые были интерпретированы как половые железы.

### Cuninidae
Около 20 видов, объединяемых в 4 рода. Желудочные карманы расположены перрадиально — на одной оси с щупальцами (количество щупалец и карманов равны).

### Solmarisidae
Около 10 видов в 2 родах (Pegantha и Solmaris). Желудок не образует карманов.

### Tetraplatiidae
В настоящее время известно два вида Tetraplatiidae: Tetraplatia volitans и Tetraplatia chuni. Миниатюрные пелагические организмы длиной 1—10 мм, обладающие сильно модифицированным строением. В отличие от других наркомедуз, они лишены щупалец и зонтика, обладают червеобразным телом подразделенным поперечной бороздой на оральную и аборальную части. В поперечной борозде радиально симметрично расположены четыре лопасти, которые Tetraplatia используют для плавания.